# Кукшин (Черниговская область)
Кукши́н (укр. Кукшин) — село в Нежинском районе Черниговской области Украины, рядом с дренажной системой канала Смолянка. Население 949 человек. Занимает площадь 2,961 км².
Код КОАТУУ: 7423385601. Почтовый индекс: 16631. Телефонный код: +380 4631.

## Власть
Орган местного самоуправления — Кукшанский сельский совет. Почтовый адрес: 16631, Черниговская обл., Нежинский р-н, с. Кукшин, ул. Власенко, 8.

## История
В XIX веке село Кукшин было в составе Мринской волости Нежинского уезда Черниговской губернии. В селе была Димитриевская церковь.

## Известные уроженцы
- Басанец, Лука Герасимович (1898—1962) — советский военачальник, генерал-майор.